# ۴۷۹ (پیش از میلاد)
۴۷۹ (پیش از میلاد) ۴۷۹مین سال قبل از تقویم میلادی است.

## زادگان
- کنفسیوس چینی